# Hrabstwo Madison (Karolina Północna)

Piramida wieku hrabstwa

Hrabstwo Madison – hrabstwo w USA, w stanie Karolina Północna, według spisu z 2000 roku liczba ludności wynosiła 19 635. Siedzibą hrabstwa jest Marshall.

## Geografia
Według spisu hrabstwo zajmuje powierzchnię 1170 km², z czego 1164 km² stanowią lądy, a 6 km² stanowią wody.

### Miasta
- Hot Springs
- Marshall
- Mars Hill

### Sąsiednie hrabstwa
- Hrabstwo Greene (Tennessee)
- Hrabstwo Unicoi (Tennessee)
- Hrabstwo Yancey
- Hrabstwo Buncombe
- Hrabstwo Haywood
- Hrabstwo Cocke (Tennessee)